# 凯霖
凯霖，元朝官员。祖籍西域，阿鲁浑氏。汉姓荀，字和叔。
成吉思汗西征时祖父哈只哈心归附，东迁和林（今蒙古国哈尔和林）。父亲阿散在元朝担任大名路税课提领，于是定居大名（今河北大名县）。他自幼攻读儒书，习礼训。长大后，以父荫，在元仁宗皇庆元年（1312年），任宝庆路祁阳县（今湖南祁阳县）达鲁花赤，转任彰德路临漳县（今河北临漳县）保义校尉。元顺帝至元二年（1336年），担任林州（今河南林州市）达鲁花赤。授奉议大夫，彰德路（今河南安阳市）总管府达鲁花赤，兼本路诸军奥鲁赤总管府达鲁花赤。为官清廉，关心民众疾苦，修治道路、桥梁，安抚灾民，有治绩，为时人所称赞。晚年居住在安阳。